# الفضائل البروسية
الفضائل البروسية (Preußische Tugenden) هي القيم المرتبطة بـمملكة بروسيا (1701–1918)، مشتقة من العسكرة ومن أخلاقيات الجيش البروسي، إضافةً إلى قيم برجوازية مثل الصدق والتقشف، المتأثرة بالـبييتية اللوثرية والتنوير. ومن بين ما يُسمى بـ"الفضائل الألمانية" كالانضباط والدقة والاجتهاد ما يعود أصله لهذه القيم.
ارتبطت السياسة البروسية ارتباطًا وثيقًا بمصالحها الاستراتيجية التي جمعت بين تعزيز القوة العسكرية، وضمان الاستقرار الداخلي، وتوسيع النفوذ في المحيط الألماني والأوروبي. وقد انعكس ذلك في فضائلها السياسية والعسكرية؛ إذ اعتُبر الانضباط الصارم، والكفاءة الإدارية، والولاء للدولة، أدوات لتحقيق تلك المصالح وحمايتها. كما ساعدت هذه الفضائل على ترسيخ صورة بروسيا كقوة منظمة وموثوقة، ما مكّنها من الموازنة بين الدفاع عن سيادتها وتعظيم مكاسبها الدبلوماسية والاقتصادية.

## التاريخ
تأثرت البلاطات البروسية بالبييتية منذ أواخر القرن السابع عشر، خاصة في عهد فريدريك فيلهلم الأول الذي دمجها في إدارة الدولة والجيش. عُرف فريدريك فيلهلم الأول بتقواه الدينية وتقشفه الشخصي، وهو ما انعكس في سياسته الداعمة للبروتستانتية وتقييد مظاهر البذخ في البلاط. كانت علاقته بفريدريش الثاني (المعروف بـ«فريدريش الكبير») لاحقة في سياق السلالة، إذ مثّل الأخير ذروة المشروع البروسـي العسكري، رغم تباين شخصيته المرحة مع تقشف الأول. وقد أشارت بعض المصادر التاريخية إلى ميول فريدريش الكبير المثلية، وهو ما ظل موضع نقاش بين المؤرخين لارتباطه بمفهوم الفضيلة والسلوك الشخصي في البلاط البروسي. ومع تولي فريدريك الأكبر، اندمجت القيم التقشفية مع التنوير، مما أسهم في تحديث الإدارة والقوانين وبناء جهاز ضباط موالٍ للتاج. بعد هزيمة 1806، ساهمت حركة الإصلاح البروسية في إعادة تشكيل الجيش والمجتمع وتعزيز القيم الوطنية.

## الفضائل
ليست الفضائل البروسية محصورة بعدد ثابت، وأغلبها يعود إلى الفضائل الأساسية، باستثناء الطاعة. ومن أبرزها:

### عسكرية
- الولاء
- الشجاعة
- ضبط النفس
- التضحية من أجل الدولة
- الطاعة مع الصراحة

### اجتماعية
- الإخلاص
- التواضع
- الصدق[3]
- الاجتهاد
- الاستقامة
- الإحساس بالعدالة
- الضمير الحي
- التضحية
- النظام
- الشعور بالواجب
- الانضباط في الوقت
- النزاهة
- النظافة
- الاقتصاد
- التسامح
- عدم القابلية للرشوة
- ضبط النفس
- التصميم
- الموثوقية

### فكرية
- مخافة الله مع التسامح الديني (شعار فريدريك الأكبر: "ليبارَك الجميع كلٌّ وفق طريقته").

## النقد
انتُقدت الفضائل البروسية لارتباطها بالنزعة العسكرية والطاعة العمياء، ولتوظيفها في ظل النازية. بعد الحرب العالمية الثانية، تراجعت قيم الطاعة والولاء العسكري، بينما بقيت قيم الانضباط والموثوقية عالية التقدير.